# Цимбаловка (Белопольский район)
Цимбаловка (укр. Цимбалівка) — село,
Шкуратовский сельский совет,
Белопольский район,
Сумская область,
Украина.
Код КОАТУУ — 5920689503. Население по переписи 2001 года составляло 211 человек.

## Географическое положение
Село Цимбаловка находится берегу безымянной речушки, которая через 3 км впадает в реку Вир,
выше по течению примыкает село Нагорновка,
ниже по течению на расстоянии в 1 км расположен город Белополье.
Село вытянуто вдоль реки на 5 км.
На реке несколько запруд.
Рядом проходит автомобильная дорога Т-1917.

## Экономика
- Свино-товарная ферма.